# Adullam
Adullam är en stad som är omnämnd i Bibeln och är belägen i Judas lågland, sydväst om Jerusalem. Adullam var en kungastad av kanaaneiskt ursprung. Staden befästes av Rehabeam under vilkens regeringstid riket invaderades av Egypten. Efter exilen i Egypten bosatte sig en del av det judiska folket i Adullam. Staden nämns under mackabéertiden.
När David flydde undan Saul gömde han sig en tid i Adullams grotta.